# 西南大学
西南大学（せいなんだいがく、中国語: 西南大学、略称「西南大」、英語: Southwest University, SWU）は、中華人民共和国重慶市にある総合大学で、国家教育部直属の「211工程」による重点大学のひとつ。1906年設立の川東師範学堂を前身とし、組織改編を重ね、2005年に西南師範大学と西南農業大学が合併して西南大学となった。

## 沿革
1906年創設の川東師範学堂を起源とする。
1950年に重慶の西南師範学院、私立相輝学院等が統合されて西南農学院が成立し、その後も組織改編を重ねて1985年に西南師範大学と西南農業大学の2大学に分かれた。
西南師範大学は2000年に重慶市軽工業職業大学を編入し。西南農業大学は2001年に四川畜牧獣医学院、中国農業科学院柑桔研究所を編入して規模を拡大し、2005年に両大学が合併して西南大学となった。

## 組織
- マルクス主義学
- 政治・公共管理学
- 経済管理学
- 法学
- 文化・社会発展学
- 教育学
- 心理学
- 体育学
- 文学
- 外国語
- 新聞・メディア学
- 音楽学
- 美術学
- 歴史文化・民俗学
- 数学・統計学
- 物理科学・技術学
- 電子情報工学
- 化学化工学
- 生命科学
- 地理科学
- 材料・エネルギー工学
- 資源環境学
- 計算機・情報工学（ソフトウェア）
- エンジニアリング技術
- 生物技術学
- 紡織服装学
- 食品科学
- 園芸学
- 農学・生物科学技術学
- 植物保護学
- 動物科学技術学
- 薬学・中医学
- 国際学

## 日本における協定校
- 東北大学
- 東京大学大学院農学生命科学研究科及び生物生産工学研究センター
- 愛媛大学
- 九州大学